# Laurie Strode
Laurie Ann Strode (ur. 1961 jako Cynthia Ann Myers – fikcyjna postać stworzona na potrzeby filmu Halloween. Była grana przez Jamie Lee Curtis. Wokół postaci Laurie rozgrywa się pięć z dziewięciu części serii Halloween. W rzeczywistości imię i nazwisko Laurie Strode należało do byłej sympatii reżysera Halloween, Johna Carpentera.